# 浜離宮インターシティ
浜離宮インターシティ (はまりきゅうインターシティ、HAMARIKYU INTERCITY) は、東京都港区海岸にある超高層ビルである。

## 概要
11階までの下層階がオフィス、それより上部は住居となっており、住宅部分はスカイハウス浜離宮として169戸が賃貸されている。緩やかな曲面デザインは「大きな客船をイメージした」としている。完成時には竹芝駅周辺のランドマークとなっていたが、徐々に周辺部でも再開発が進み、高層ビルが増えている。かつては藤田観光の本社ビルが所在していた。隣接地には国際浜松町ビルが建つ。最寄り駅である竹芝駅へは徒歩2分。

## テナント
- ユナイテッド航空
- TOKAIホールディングス
- 関電工中央支店